# Solución de un Estado

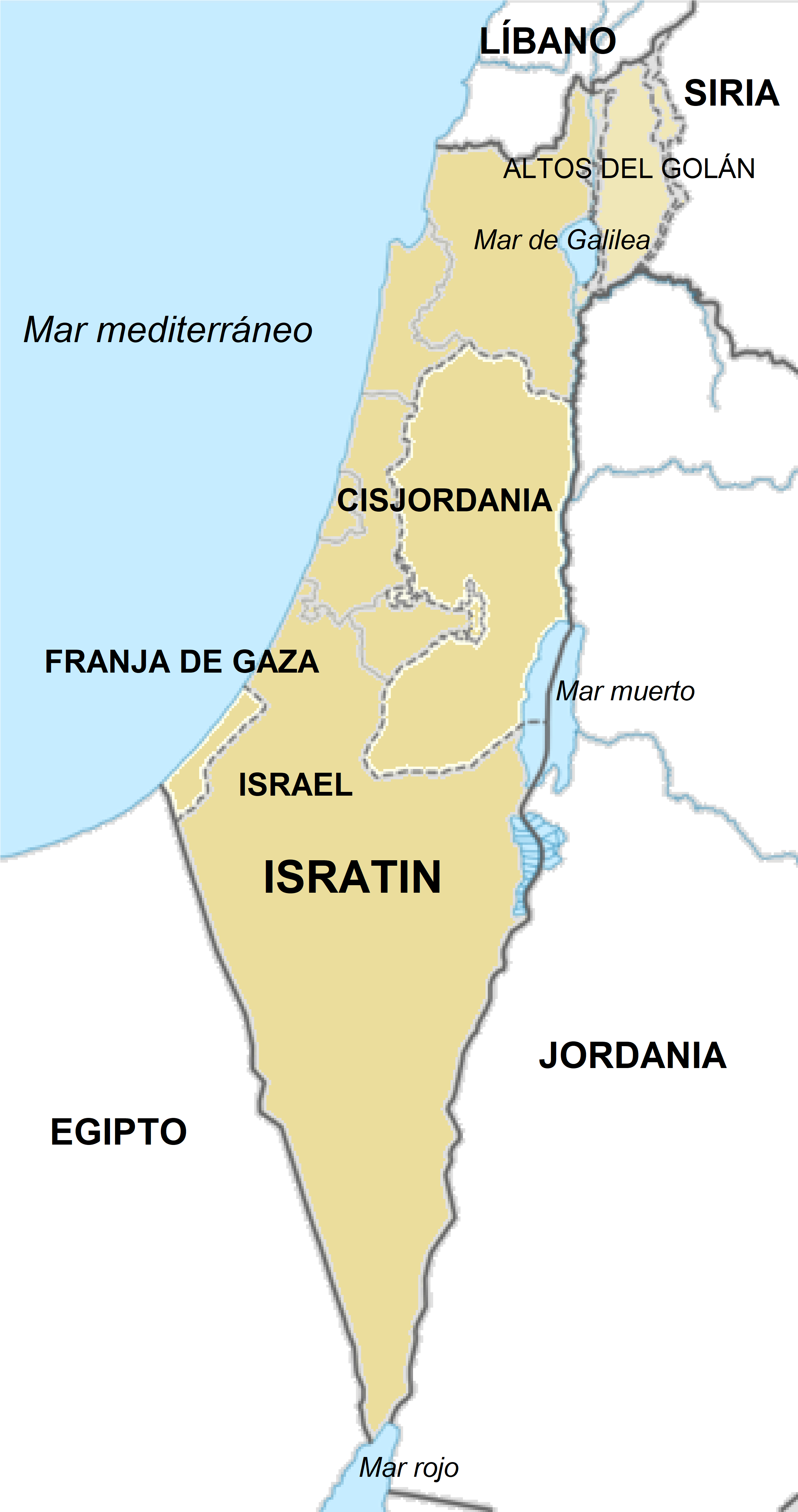
Solución de un Estado: muchas veces denominado como «Isratina» por la fusión de Israel con Palestina.

La solución de un Estado es como se conoce a una propuesta de paz para poner fin al conflicto israelí-palestino. La propuesta plantea que la solución de dos Estados (tradicionalmente, la más popular y la que ha tenido más apoyo político) es inviable y que la mejor opción es crear un solo Estado binacional en el que palestinos y judíos vivan como ciudadanos con los mismos derechos y deberes. La propuesta buscaría la creación de un Estado federal multiétnico similar a la antigua Yugoslavia o la actual Bosnia y Herzegovina. 
Según esta propuesta, la solución al conflicto consistiría en que los actuales Territorios Palestinos fueran absorbidos dentro de Israel (que cambiaría su denominación) y se le otorgara nacionalidad a todos los habitantes independientemente de su religión, o bien que se cree un Estado federal palestino-israelí con un único parlamento y un gobierno bicomunitario. 
Esta propuesta no tiene el mismo apoyo que la más popular solución de dos Estados, pero cuenta con cierto respaldo especialmente entre sectores intelectuales tanto israelíes como palestinos, y por parte de algunos partidos israelíes. No obstante, a la misma se oponen sectores por diferentes razones: del lado israelí están los sectores sionistas religiosos y nacionalistas que consideran que dicha propuesta eliminaría el carácter judío del Estado de Israel al convertirlo en una federación binacional; en el caso de los grupos palestinos más nacionalistas, porque desean la creación de un Estado de Palestina totalmente independiente de Israel. La propuesta ha sido denominada «Isratina».